# Ngbandi du Sud
Ne doit pas être confondu avec Ngbandi du Nord.
Le ngbandi du Sud, aussi appelé mbati, ngbandi-ngiri ou mongwandi, est une langue oubanguienne du continuum linguistique de langues ngbandi. Elle est parlée en République démocratique du Congo.

## Sources
- (en) Pete Ekstrand et Cindy Ekstrand, « 4 New Testaments Recently Dedicated in DR Congo », sur Ekstrands in Congo, 10 mai 2021 (consulté le 26 juin 2021)